# Juana de la Cruz
Juana de la Cruz (17 de junio de 1597, Beniaján (Murcia) - 29 de marzo de 1675 en Granada, España) fue una escritora española, franciscana, mística, nombrada venerable por la Iglesia católica. inició su proceso de beatificación en el siglo XVII, aunque no llegó a finalizarse, asignándole el grado de venerable madre.

## Biografía
Hija de Diego Fernández Rufete y Francisca Sánchez Artero, fue bautizada en la parroquia de San Juan Bautista de Beniaján. Contrae matrimonio a los 22 años con Gaspar Ruiz, natural de Granada, ciudad en la que fijan su residencia y en la que ejercerán ambos durante varios años como enfermeros del Hospital Real. Al fallecer su esposo, Juana se entrega enteramente a la oración y al auxilio de los más necesitados, teniendo como primeros confesores a los sacerdotes del Sacromonte. En 1650 tomó el cordón y hábito de la Orden Tercera Seráfica, perseverando en sus ejercicios de oración y mortificación con los franciscanos descalzos del convento de San Antonio de Padua, fundado por el genovés Rolando de Levanto en 1636. Los carmelitas del Carmen de los Mártires y las distintas predicaciones en los actos religiosos en los que participa, junto a la lectura de obras de San Juan de la Cruz, van a definir su espiritualidad. Su religiosidad la realiza con sentido ascético-místico, que afecta a su realidad más profunda: "No pidas nada (...) no quieras nada (...) no preguntes nada".
Por mandato de su confesor, Fray José Ferrer, Sor Juana escribió en 1658 una autobiografía en la que relata detalles de su vida, de la Murcia de aquella época y de la experiencia monástica, recordando su prosa la naturalidad y el estilo de la obra de Teresa de Jesús.

## Enterramiento
Murió retirada en la casa de los Levanto en la fecha que ella misma había predicho, tras varios episodios místicos y de éxtasis, siendo enterrada en el Convento de San Antonio de Padua. Posteriormente, y a cuenta de su ejemplo de vida al servicio de los demás, se inicia el proceso para su beatificación, que no llega a finalizarse, aunque se le atribuye el grado de "venerable", y en 1705 se instala su sepultura en el crucero del templo para veneración de los fieles. Al ser desamortizado dicho convento en 1835, los restos fueron trasladados al Monasterio de Santa Isabel la Real donde hoy se encuentran.